# Wipneus en Pim (dj-duo)
Wipneus en Pim is een dj-duo uit de Nederlandse stad Leiden dat bij hun optredens het muziek draaien afwisselt met interactie met het publiek door het bieden van amusement als het spelen van spelletjes en het houden van wedstrijdjes. De naam is ontleend aan de kabouters Wipneus en Pim uit de gelijknamige kinderboekenreeks.
Het duo bestond oorspronkelijk uit Edwin van 't Schip alias Wipneus en Mark Kneppers alias Pim, alias DJ Knuppelhout, die ook deel uitmaakt van het dj- en producerstrio Kraak & Smaak. In 2022 werd Kneppers vervangen door Bart van Rooijen. Wipneus heeft standaard een kroontje op zijn hoofd en Pim een puntmuts.
De muziek die het duo draait is een combinatie van vrolijke disco- en dancenummers met een hoog camp- en meezinggehalte.
De twee dj's begonnen in 1996 voor de grap met een zogenaamde dj-battle met 'foute' muziek in het Paard van Troje in Den Haag. Vanaf eind jaren '90 traden zij vaak op tijdens de Glitterclub feesten op diverse locaties in Den Haag. Door de enthousiaste reacties gingen zij landelijk optreden, waarna ze onder andere op Pinkpop, Concert at Sea, Lowlands en vele andere festivals en evenementen te zien waren. 